# Douglas Hamilton (8e duc de Hamilton)
Douglas Hamilton, 8e duc de Hamilton, 5e duc de Brandon et 2e baron Hamilton de Hameldon, (24 juillet 1756 - 2 août 1799) est un pair, un noble et un homme politique écossais.

## Biographie
Il est né au Palais de Holyrood, fils de James Hamilton, 6e duc de Hamilton et de son épouse, Elizabeth Gunning. Il fait ses études au Collège d'Eton de 1763 à 1767 et à la mort de son frère en 1769, il devient duc de Hamilton. Il hérite également du titre de sa mère, baron Hamilton de Hameldon, quand elle est décédée en 1790.
Entre 1772 et 1776, il vit en Europe avec le Dr John Moore et son fils, John Moore. À son retour, âgé de 21 ans, il épouse Elizabeth Anne Burrell (née le 20 avril 1757), quatrième fille de Peter Burrell, à Londres le 5 avril 1778. La nouvelle duchesse est une sœur de Peter Burrell,  
1er baron Gwydyr, de la comtesse de Beverley et de la future duchesse de Northumberland.
La mère de Hamilton désapprouve le mariage, peut-être parce qu'elle espérait une meilleure union pour son fils. La duchesse d'Argyll est d'avis que «la fille d'un homme privé, quelle que soit sa qualité, n'était pas qualifiée pour lui être alliée» même si elle-même avait été une simple Miss Gunning et irlandaise. Le couple est représenté dans une pose affectueuse, mais ils n'ont pas d'enfants après 16 ans de mariage.

### Rupture du mariage

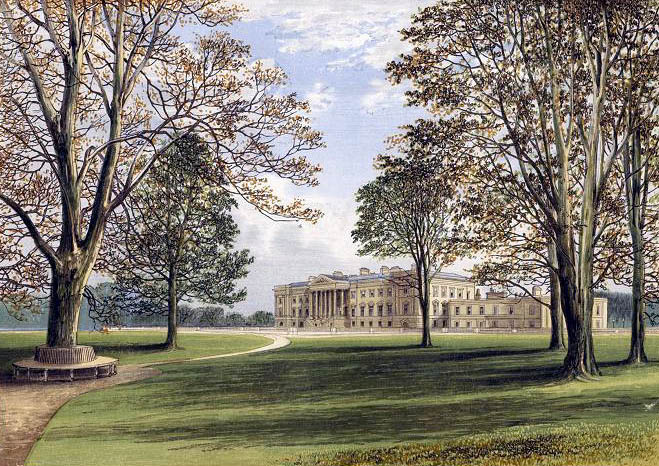
Hamilton Palace

Le duc sombre peu à peu dans la dissipation. En 1794, le couple finit par divorcer, par acte du Parlement, après 16 ans de mariage. La duchesse demande le divorce en raison de l'adultère de son mari avec l'actrice Mme Esten depuis 1793, mais aussi d'un adultère antérieur avec une femme anonyme (Frances Twysden, épouse du comte d'Eglinton et sœur de la comtesse de Jersey) depuis 1787,. Lord Eglinton divorce de son épouse le 6 février 1788 en raison de son adultère avec le duc, après qu'elle a eu un enfant, probablement Lady Susannah Montgomerie (1788-1805), supposée être la fille du duc. Ainsi, la duchesse aurait pu utiliser le divorce d'Eglinton pour soutenir sa propre cause. Cependant, elle ne l'a pas fait et a utilisé une liaison ultérieure avec une actrice pratiquement inconnue. Le divorce de 1794 est donc curieux et semble avoir été convenu au préalable, selon Lawrence Stone dans son livre Alienated Affections: Divorce et séparation en Écosse, 1684-1830. Le duc ne s'est pas défendu et la duchesse a obtenu son divorce puisqu'elle avait quitté son mari un an plus tôt.
Le duc meurt sans se remarier, même si Harriet Pye Esten et lui ont une fille en 1796. Steptoe lui attribue également un autre enfant, né vers 1788, avec Lady Eglinton.
La duchesse se remarie un an après sa mort avec Henry Cecil, 1er marquis d'Exeter (mort en 1804) en tant que troisième épouse. Elle n'a pas d'enfants et est décédée le 17 janvier 1837 .
Hamilton est décédé en 1799, à l'âge de 43 ans au Hamilton Palace et est enterré dans le mausolée familial à Hamilton, en Écosse. Sans descendance légitime, son titre ducal passe à son oncle, Archibald et sa baronnie à son demi-frère, George Campbell, 6e duc d'Argyll. Le duc laisse cependant le contenu du Hamilton Palace à sa fille illégitime avec Mme Esten, Anne Douglas-Hamilton, devenue Lady Rossmore (née vers 1796 - décédée en 1844 sans descendance). Le nouveau duc est obligé de les racheter.
Le duc est également connu pour avoir été l'un des premiers mécènes du futur Sir John Moore, héros de la Bataille de La Corogne, dont la carrière parlementaire et militaire est parrainée par les Hamiltons à partir de 1779. La danse " Hamilton House " aurait également été nommée en l'honneur du 8e duc et de sa duchesse, les changements de partenaire faisant écho aux infidélités des deux. Enfin, le duc est le premier duc de Hamilton à siéger au Parlement en tant que duc de Brandon (titre dans la pairie de la Grande-Bretagne qui lui donne droit à un siège à la Chambre des lords et non en tant que pair écossais représentatif).